# Striopsylla rugata
Striopsylla rugata är en loppart som först beskrevs av Jordan 1937.  Striopsylla rugata ingår i släktet Striopsylla och familjen Stivaliidae. Inga underarter finns listade i Catalogue of Life.